# Maurice Vidal
Maurice Vidal (28 de maio de 1919 - 6 de janeiro de 2011) foi um jornalista esportivo e ativista político francês. Membro do Mouvement Jeunes communistes de France, foi editor do semanário Miroir Sprint.